# Отани, Сёхэй
Сёхэй Отани (яп. 大谷 翔平 О:тани Сё:хэй, род. 5 июля 1994, Осю), также известный как Шотайм (англ. Shotime) — японский бейсболист. Выступает на позициях питчера и назначенного бьющего в клубе Главной лиги бейсбола «Лос-Анджелес Доджерс». Победитель Японской чемпионской серии 2016 года в составе «Хоккайдо Ниппон-Хэм Файтерс». Обладатель рекорда по скорости подачи среди питчеров Японской профессиональной лиги — 165 км/ч (102,5 мили в час). За своё мастерство как в подаче, так и в отбивании, игрок сравнивался с такими выступавшими на двух позициях игроками, как Бейб Рут, Буллит Роган и Бо Джексон. Часто называется лучшим бейсболистом если не в истории, то современности.
Отани был выбран «Хоккайдо Ниппон-Хэм Файтерс» по общим первым номером на драфте 2012 года. С 2013 по 2017 год выступал за команду в Японской профессиональной лиге, выходя на позициях питчера и аутфилдера. В 2016 году стал победителем Японской чемпионской серии. После окончания сезона 2017 года получил статус свободного агента и перешёл в клуб Главной лиги бейсбола «Лос-Анджелес Энджелс». В дебютном сезоне был признан Новичком года в Американской лиге. В 2021 году он был признан Самым ценным игроком Американской лиги. В 2023 году Отани стал первым в истории лиги игроком, в одном сезоне одержавшим 10 побед в роли питчера и выбившим 40 хоум-ранов. Второй раз в карьере он был признан Самым ценным игроком Американской лиги.
В декабре 2023 года Отани подписал 10-летний контракт с «Лос-Анджелес Доджерс» на сумму 700 млн долларов, рекордный в истории бейсбола.
Отани выступал за национальную сборную Японии в играх Мировой бейсбольной классики 2023 года, был признан самым ценным игроком турнира. Финал Мировой бейсбольной классики стал одним из самых просматриваемых бейсбольных матчей в истории; её кульминацией стал страйкаут, которым Отани выбил своего партнёра по «Энджелс» и капитана сборной США Майка Траута, принёсший команде победу 3:2.

## Биография

### Ранние годы
Сёхэй родился в шахтёрском городе Осю на севере Японии. Он младший из трёх детей в семье. Его отец работал на автомобильном заводе, а также играл в бейсбол в полупрофессиональной лиге. Мать во время учёбы в школе занималась бадминтоном и играла на национальном уровне. Отани учился в старшей школе Ханамаки Хигаси в префектуре Ивате. Во время выступлений на школьном чемпионате страны он установил рекорд по скорости подачи — 160 км/ч (99 миль в час).
Результаты Отани привлекли внимание ряда клубов МЛБ и в октябре 2012 года он заявил о желании уехать играть в США вместо того, чтобы начать карьеру профессионала в Японии. Несмотря на желание игрока уехать, клуб «Хоккайдо Ниппон-Хэм Файтерс» принял решение задрафтовать его. Затем, после переговоров, Отани принял решение провести несколько лет в японской лиге и подписал контракт с клубом. В команде он получил номер 11, ранее принадлежавший другой звезде лиги Ю Дарвишу.

### Профессиональная карьера

#### Японская лига
29 марта 2013 года Отани дебютировал в профессиональном бейсболе, выйдя на поле на позицию правого филдера. В качестве полевого игрока он провёл 51-у игру в чемпионате. Также в 11-и играх Сёхэй выходил в роли питчера, одержав три победы при нуле поражений. Также он получил приглашение на Матч всех звёзд японской лиги. В двух амплуа он продолжил играть и в сезоне 2014 года. Его показатель отбивания в чемпионате составил 27,4 %, также он выбил 10 хоум-ранов и сделал 31 RBI. В роли питчера он одержал 11 побед при 4-х поражениях с показателем пропускаемости ERA 2,61.
На Матче всех звёзд 2014 года он установил рекорд по скорости подачи — 162 км/ч. На благотворительном аукционе, состоявшемся после игры, рубашка Отани была продана за 17 000 долларов. Деньги были переданы в фонд помощи пострадавшим от землетрясения. После завершения сезона Сёхэй был приглашён в сборную Японии на серию из пяти игр против сборной звёзд МЛБ.
В 2015 году, в своём третьем сезоне в Лиге, Отани одержал 15 побед при 5-и поражениях, став лучшим в лиге. Также он показал лучшие для себя результаты в других статистических показателях — ERA 2,24, сыграл пять полных игр и сделал 196 страйкаутов. В составе сборной Японии он выступил на турнире Премьер-12. Его команда заняла третье место, а сам Отани вошёл в символическую сборную турнира в качестве стартового питчера, его ERA на турнире составил 0,00.
На следующий год он также уверенно продолжил выступать в роли питчера — его ERA в 2016 году составил 1,86. При этом улучшились его показатели как бьющего. В чемпионате он выбил 22 хоум-рана, сделал 67 RBI, а показатель отбивания составил 32,2 %. По итогам сезона Отани был признан MVP Тихоокеанской лиги. «Файтерс» дошли до финала Японской серии, в котором играли против «Хиросима Тоё Карп». Проиграв первые два матча серии, затем команда одержала четыре победы подряд и выиграла титул. В играх серии Отани отбивал с показателем 37,5 %, а также сделал четыре дабла.
По окончании сезона 2017 года Отани объявил о том, что следующий год он планирует начать в МЛБ. 21 ноября 2017 года лиги достигли соглашения между собой и переход был подтверждён. 8 декабря 2017 года Сёхэй заключил контракт с «Лос-Анджелес Энджелс».

#### Главная лига бейсбола
В день открытия сезона Отани дебютировал за «Энджелс» в роли назначенного бьющего в игре с «Окленд Атлетикс». 1 апреля он одержал первую для себя победу в МЛБ в качестве питчера, а 3 апреля выбил первый хоум-ран. По истечении контракта в 2023 году покинул команду в статусе свободного агента.
9 декабря на своей странице в Instagram игрок заявил, что заключил контракт с «Лос-Анджелес Доджерс». 10-летнее соглашение на сумму $700 миллионов стало рекордным в истории спорта.

### Карьера в сборной
На международном уровне стал выступать ещё будучи школьником, приняв участие в Чемпионате мира U-18 в 2012 году. В составе основной сборной принял участие в первом WBSC Премьер-12 в 2015 году, выиграв бронзу. В качестве стартового питчера он дважды выходил на поле, оба раза против главного соперника «самурайской Японии» ー сборной Южной Кореи, в том числе в матче-открытии турнира, принеся команде победу. Впоследствии Отани был включён во всемирную сборную 2015 года по версии Всемирной конфедерации бейсбола и софтбола, а также был назван ею бейсболистом года.
В 2017 году был включён в заявку сборной на Мировую бейсбольную классику, но из-за травмы лодыжки его пришлось отозвать. Сыграть на главном бейсбольном турнире сборных ему удалось только через шесть, в 2023 году. За своё выступление был назван лучшим игроком группы B. Кроме того, после сейва в финале против сборной США Отани получил награду лучшему игроку турнира, имея 1,86 ERA и процент отбивания 43,5.

## Игровой профиль

### Питчинг
Отани — праворукий стартовый питчер ростом 6 футов 4 дюйма (193 см) и весом 210 фунтов (95 кг). При подаче сверху он бросает four-seam фастбол со средней скоростью 97 миль в час (156 км/ч) и максимальной скоростью 102,5 м/ч (165 км/ч), форкбол с поздним опусканием со средней скоростью 86—93 м/ч (138—150 км/ч), редкие кёрвболы и основательные слайдеры со средней скоростью 85—91 м/ч (137—146 км/ч). Во время своей карьеры в НПБ допускал в среднем 3,3 уока за 9 иннингов. Некоторые скауты МЛБ сравнивали Отани с Джастином Верландером за его способность и склонность к более сильным броскам в ситуациях с высокой важностью и критичностью (леверейдж). В то время как большинство питчеров в подобных ситуациях бросают лишь немного сильнее, чем в обычных, а также теряют скорость по ходу игры, Отани, как и Верландер, способен сохранять силу и выносливость, чтобы экономить энергию, не прилагая максимальных усилий при каждой подаче.

### Бэттинг и действия в защите
Отани — леворукий бэттер. Он является назначенным бьющим, а также считается сильным бьющим, что позволяет ему выбивать много хоум-ранов. Отани также демонстрирует элитные навыки бейсраннера: спринтерская скорость и техника скольжения ногами вперёд позволяют ему успешно красть базы, исполнять сакрифайс банты и быть лидером по инфилд хитам. Скауты засекли, что Отани пробежал от домашней базы до первой базы всего за 3,8 секунды. В сезоне 2021 он был быстрее 92 % игроков со спринтерской скоростью 28,8 футов в секунду (19,6 м/ч), пробежав 80 футов за 3,51 секунду. Кроме того, он установил рекорд МЛБ, пробежав от домашней базы до первой за 4,09 секунды. Всего за тот сезон Отани украл 26 баз.
Иногда он выступает на позиции аутфилдера, показывая хорошие защитные навыки; их же он демонстрирует и в качестве питчера, записав на свой счёт несколько тег-аутов и кэтчей.